# 藍染袴お匙帖
『藍染袴お匙帖』（あいぞめばかま おさじちょう）は、藤原緋沙子による双葉文庫刊行の時代小説。若い女医者の桂千鶴が、江戸市中で起こる事件を解決する。
2010年に土曜時代劇で『桂ちづる診察日録』のタイトルでドラマ化された。

## 物語
医学館の教授方であった亡き父の遺志を継いで女医者となった千鶴は、藍染川沿いの治療院で人々を治療する傍ら、牢屋敷の女牢たちの治療や、町奉行所の依頼による検死にも当たっている。そして、そこで出会った患者や囚人たちにまつわる様々な事件を解決していく。

## 作品
1. 風光る
2. 雁渡し
3. 父子雲
4. 紅い雪
5. 漁り火
6. 恋指南
7. 桜紅葉
8. 月の雫
9. 貝紅
10. 雪婆
11. あま酒
12. 藁一本
13. 色なき風
14. 雨のあと

## 主な登場人物

### 主人公
桂千鶴（かつらちづる）
外科も本道（内科）も習得した女医。長崎でシーボルトから先進医術を学んだ後、死亡した父の後を継いで、第1巻開始時の3年前に、神田藍染川沿いの若原道有屋敷跡に建てられた診療所「桂治療院」の主となった。
時々、小伝馬町の牢屋敷に呼ばれて、臨時に女囚人の治療も手伝ったり、町奉行所の依頼で検死を行なったりもする。藍染の袴を愛用しており、人々からは千鶴先生、あるいは藍染先生と呼ばれている。半月流の小太刀をよく遣い、神田の浅岡道場で代稽古を任されるほどの腕前。
旗本である菊池求馬のことを慕っているが、医者を辞めるつもりはないため、なかなか自分の気持ちに正直になれない。

### 桂治療院
お竹
千鶴が生まれたころから桂家に仕えている住み込みの女中。酔楽と同じくらいの年齢だが、ずっと独身を通してきた。
千鶴の親代わりの酔楽に対しても、千鶴が酔楽宅を訪問する際に様々な届け物を用意して持たせるなど、厚い心配りを見せる。
お道
千鶴の助手。大店の呉服屋「伊勢屋」の次女だが、親を説得して、千鶴の元に住み込みで弟子入りした。
千鶴に頼り切っている亀之助に対しては、その頼りなさに対して、毎度容赦のない突っ込みを入れる。
桂東湖（かつらとうこ）
千鶴の父。元は豪農の次男だったが医師となった。医学館の教授として活躍したが、桂治療院を建て、貧しい人々にも手を抜かず治療を施した。
第2巻第1話の5年前、ある陰謀によって受けた脚の傷が元で（治療のために飲んだ強い薬のために、持病だった肝臓が弱って）命を落とした。
千鶴の母
千鶴が6歳ごろに亡くなっている。
幸吉（こうきち）
千鶴が薬を仕入れている本町の薬種問屋「近江屋」（主人は徳兵衛）の手代。3日に1度の割合で桂治療院に来て、庭の薬園の管理を手伝ったり、遠出の際に千鶴の供をしたりしている。へたな医者より薬に詳しく、代診もできるほどの知識があるが、医者ではなく生薬屋になるのが夢。
おとく
千鶴の患者で腰痛持ちの元産婆（第6巻で現役復帰）。何かと千鶴に世話を焼き、事件解決の手助けをしてくれることもある。息子直助の嫁とは犬猿の仲で、よく治療院で愚痴をこぼす。
なお、第1巻で「おとみ」という名の、世話好きの元産婆で腰痛持ちの患者が登場する。

### 酔楽関係者
酔楽（すいらく）
根岸に住む東湖の親友で、旗本の三男から医師となった。東湖の生前から、千鶴を娘のようにかわいがっていて、千鶴も「おじさま」と呼んで慕っている。
貧しい者からはほとんど治療代を取らない上、いつも酒に酔っていて、お世辞にもまじめに働いているとは言えないが、精力剤を将軍家斉に献上しているため、金には不自由していないらしい。また、千鶴が悩んでいるときには、先輩医師として的確なアドバイスをする。
親友の一人、下妻大和守と同年代と考えられるため（第3巻に、2人が幼なじみであったと取れる記述がある）、年齢は50歳を過ぎているが、若いころの苦い思い出の故に、ずっと独身を貫いている。
五郎政（ごろまさ）
酔楽の下男。元やくざで、ばくちに負けて一文無しになり、喧嘩で怪我をしていたところを、酔楽にただで治療してもらったばかりか、下男として雇ってもらって更生した。
恩人である酔楽のことを「親分」、酔楽が娘のようにかわいがる千鶴のことは「若先生」と呼び、2人のためなら東奔西走するのも厭わない。求馬のことは「兄貴」と呼ぶ。
狭山の中野村の出身で、本名は政五郎。故郷では悪ガキで通っており、かっぱ政とあだ名されて忌み嫌われていた。故郷には母がいる。
市蔵（いちぞう）
五郎政の弟分。根岸に住まい、普段は虫や野草を取って街で振り売りをしている。猪牙舟を操ることができる。
お秀
昔、母と共に旅芝居の一座にいたが、母が亡くなった後は親戚に引き取られて苦労する。そこを飛び出した後、根付師である徳治郎と知り合って養女となった。
旅一座にいたころ、五郎政の故郷で村の子どもたちにいじめられているところを、五郎政に助けられ、その経験がその後のつらい生活を耐える支えとなった。

### 菊池家
菊池求馬（きくちきゅうま）
薬研堀裏手の屋敷に住む、家禄200石の旗本の若き当主。旗本とは言え無役のため、酔楽から丸薬作りを教わって家計の足しにしており、千鶴とも酔楽を通じて知り合った。その後も頻繁に治療院に顔を出し、様々な事件に首を突っ込んだり巻き込まれたりする千鶴を助けて、事件を解決している。
千鶴とは互いのことを憎からず思っている間柄だが、未だはっきりと思いを告げ合ってはいない。
剣の腕前は、片桐道場主鉄齋が後継に望んだほど。
第9巻で、無役から抜け出し、大番組の第五組加藤筑前守配下と決まった。といっても、禄は上がらないため、上司などへの付け届けや、登城時に供をさせる中間小者を臨時雇いするなど、かえって物入りとなった。そのため、丸薬作りの内職はやめられない。
菊池左馬之助（きくちさまのすけ）
求馬の亡父。大目付加納但馬守は、彼のことを「廉潔で仁慈の人」と評した。家禄350石の御小普請組頭であり、将来はさらなる栄達も期待されていたが、配下の者に襲われて負傷し、その責を問われて役を解かれ、禄も200石に減らされた。すぐに隠居し、求馬に家督を譲った後、間もなく病死した。
菊池松野（きくちまつの）
求馬の母。左平には「ご隠居さま」と呼ばれている。千鶴が求馬の嫁になってくれることを望んでいる。
左平（さへい）
求馬に仕える中年の下男。求馬と千鶴の交流を喜んでいる。

### 南町奉行所
浦島亀之助（うらしまかめのすけ）
南町奉行所の同心。結婚していたが、妻は亀之助を見限って家出し、行方知れずである。現在は千鶴に気があって、何かにつけて診療所に足を運ぶが、いつも軽くあしらわれ、お道には嫌みを言われている。
人はいいが、捜査官としては頼りない存在で、定中役（他のお役目の手が足りないときに、臨時に補佐する閑職）にくすぶっていた。しかし、千鶴や求馬の手助けで思わぬ手柄を立てることもあり、第3巻で定町廻り補佐役に出世した。ところが、捕り物に失敗して、第9巻では元の定中役に左遷されている。
猫目の甚八（ねこめのじんぱち）
亀之助から手札を渡されている岡っ引で、略して猫八。頼りない亀之助の代わりに、猫の目のようにくるくるとよく働くことから猫目と呼ばれている。
柳橋の船宿「島や」に養子に入り、店は女房のお民に任せている。
新見彦四郎（にいみひこしろう）
南町奉行所の定町廻り同心。千鶴の父東湖の死に関わる事件解決に尽力してくれた。その後、定町廻り補佐に出世した亀之助とチームを組んで探索に当たることになった。亀之助と違ってかなりの切れ者。
30歳過ぎだが独り身であり、亀之助は彦四郎も千鶴に気があるのではないかと警戒している。
松澤（まつざわ）
南町奉行所の吟味方与力。

### 牢屋敷
蜂谷古之進（はちやよしのしん）
牢屋敷の鍵役同心（筆頭格の同心）。囚人のために、時に規則を無視するような行動をする千鶴に困惑しつつも、結局最後は協力させられる。
有田万之助（ありたまんのすけ）
牢屋敷の、囚人の世話役同心。臨時の牢医である千鶴を呼び出す連絡係も務めている。
重蔵（しげぞう）
牢屋敷の下男頭。話がうまい。
お勝（おかつ）
女牢の牢名主。初老に近い年頃で、子殺しの罪で終身刑の判決を受けた。囚人相手でも手を抜かず、親身に関わってくれる千鶴のことを信頼している。娑婆に、おしかという娘を残してきている。

### 伊勢屋
嘉右衛門（かえもん）
呉服屋「伊勢屋」当主。お道の父。
おうた
お道の母。
お花（おはな）
お道の2つ上の姉。婿を取って伊勢屋の跡を継ぐことを期待されているが、なかなか縁談に応じようとしない。

### 片桐道場
片桐鉄齋（かたぎりてっさい）
小野派一刀流の流れをくむ、神田豊島町の道場主。求馬の剣術の師。年齢は70歳近い。
入江鹿之助（いりえしかのすけ）
片桐道場の師範代として、高齢の鉄齋に代わって道場を切り盛りしている。かつては、求馬らと共に三羽がらすと呼ばれた。
柿沢忠兵衛（かきざわちゅうべえ）
求馬の友人。片桐道場三羽がらすの一人だったが、今は、家督を継いで城勤めをしている。
岡部友之進（おかべとものしん）
求馬の十年来の友人。
山本金十郎（やまもときんじゅうろう）
深川の遊女はぎのに入れ込み、ふぬけのようになり、求馬を心配させた。

### 井端家関係者
井端進作（いばたしんさく）
長崎奉行配下で、 シーボルトの護衛を担当した。シーボルトに師事したくて長崎に来たものの、つてがなくて途方に暮れていた千鶴をシーボルトに紹介してくれた恩人。
千鶴が江戸に戻って間もなく、突然その死を知らされる。そこには深い事情があったのだが、家族にも死の真相は知らされず、ただお役目上の失態の責任を取って自害したと説明され、家禄を召し上げられることとなる。
井端妙（いばたたえ）
進作の妻。進作の自害と、その後の心労から、体を壊した。
井端進一郎（いばたしんいちろう）
進作の長男。実は、進作の友人の子で、両親を亡くした後、進作が引き取った。進作も妙も実子である進介と変わらず慈しんだだけに、父の死には大いにショックを受けて家を飛び出した。真相が分からないため、父を死に追いやった敵として、シーボルトを逆恨みする。
家禄回復後は、蝦夷地開拓団に加わった。
井端進介（いばたしんすけ）
進作の次男。父に似て学問好きであり、蛮書和解御用の局に小間使いとして働きながら、通詞（通訳）の勉強をしていた。シーボルトとの面会後、天文方に勤務することとなる。
井端作之丞（いばたさくのじょう）
進作の兄。禄高二百俵の御書院御番衆。進作の死後、遺族を屋敷に引き取ったが、厄介に思っている。
お加代（おかよ）
米沢町にある茶飯屋「俵屋」で働く娘。進介が自害するまで、お加代の母親が井端家の女中だったため、家出した進一郎が頼った。
貝塚伊勢守勝孝（かいづかいせのかみかつたか）
進作が仕えた長崎奉行。進作の死の真相を闇に葬ろうとした張本人。
平岡永四郎
貝塚伊勢守を江戸大川橋で襲撃して失敗し、負傷したところを、お道が治療した。彼が握っている証拠が、貝塚の不正を暴き、ひいては井端家の家禄回復につながった。

### その他
下妻大和守直久（しもづまやまとのかみなおひさ）
酔楽の親友の一人で、先の幕府大目付。大目付のころから権力を振りかざすことなく、義を貫くと共に情にも厚い人物。
50歳過ぎまで子宝に恵まれなかったが、酔楽が調合した精力剤のおかげで（と下妻は信じている）、嫡男光之助をもうける。風邪を引いた酔楽の代理で光之助を診断したことから、千鶴とも知り合った。
加納但馬守由友（かのうたじまのかみよしとも）
現幕府大目付。先の大目付である下妻とも懇意。井端家の家禄回復に尽力した。また、求馬と面会した際、彼の父左馬之助を「廉潔で仁慈の人」と評し、その死を惜しんだ。
シーボルト
実在の人物。ドイツ人の医師で、1823年6月に来日し、長崎出島のオランダ商館医となり、翌年、出島の外に鳴滝塾を開設して、西洋医学（蘭学）教育を行なった。
本作品では、千鶴を弟子に迎え、1年近く指導した。ただし、千鶴は父の死去により、鳴滝塾入塾前に江戸に戻っている。オランダ商館長（カピタン）の江戸参府に随行した際（1826年4月）、千鶴に再会した。
史実についてはフィリップ・フランツ・フォン・シーボルトを参照。
川原良順（かわはらりょうじゅん）
シーボルトの弟子。シーボルトの江戸参府の際も同行し、師の意を受けて千鶴を訪問し、師と井端進作の遺族との面会実現のための協力を要請。その際、進作自害の真相を千鶴に告げる。
板倉出羽守（いたくらでわのかみ）
火付盗賊改長官で、旗本1500石。年齢は50代半ば。下妻大和守と懇意にしていたことから、酔楽が半抱えの医師として出入りしている。奥方の診察を頼まれたことから、千鶴とも知り合った。
清治の事件では、千鶴の意を汲んで、町奉行所に10両以下の盗みの初犯として移送して刑が軽くなるように配慮し、その後配下の同心の手先として手元に置くという懐の深さを見せた。
清治（せいじ）
一人働きの盗賊。生き別れの母の行方を追って江戸に出てきた。
二人組の盗賊鬼ざくらと出くわして刺され、死にかけていたところを、亀之助に助けられて、千鶴の診療所に担ぎ込まれた。その後、診療所の下男のような仕事をしながら、盗み働きも密かに続け、治療費を払えない患者の元に金を届けていた。千鶴らに現場を押さえられた後、火付盗賊改に引き渡され、鬼ざくら捕縛に役立つ証言をした。そのため、板倉出羽守の配慮によって、町奉行所に儀助という名で移送され、10両以下の盗みの初犯として百敲きの罰で済んだ。その後は、板倉配下の同心の手下として修行している。
圭之助（けいのすけ）
北森下町の裏店に住む、30歳前後の何でも屋。長屋で麻疹の患者が出たときに、的確な所見を述べ、長屋の者に罹患を防ぐための指示を出して、千鶴を驚かせた。
元は大阪で医師をやっていたが、コロリ（コレラ）が流行したときに、手洗い・うがいをして、人混みには出ないようにと大声を上げたため、商人たちに町を撹乱する不届き者として訴えられ、追い出されてしまった。

## テレビドラマ
『桂ちづる診察日録』（かつらちづるしんさつにちろく）の番組名で、NHK総合テレビの土曜時代劇枠で、2010年9月4日から12月25日まで土曜日の19:30 - 20:00に放送された。市川由衣は連続時代劇ドラマ初出演にして初主演である。
菊池求馬や浦島亀之助が登場しない、原作に登場しない千鶴の兄陽太郎や賄い婦およねが登場する、牢名主お勝がおたつと名を変え、しかも病死するなど、主要なキャラクター設定に大幅な変更が加えられている。また、千鶴もすぐに男に惚れてしまう性格に変更されている。

### キャスト

#### レギュラー
- 桂千鶴 - 市川由衣：主人公の女医。長崎でシーボルトから学んでいたが、父の死により診療所を継いだ。
- 桂陽太郎 - 高嶋政伸：千鶴の兄。血を見ると卒倒するため、医者になれなかった。
- お竹 - キムラ緑子：看護婦長。父の代から桂家に仕えている。
- 蜂谷古之進 - 陰山泰：牢屋同心。鍵役。
- 有田万之助 - 金子貴俊：牢屋同心。
- 猫八親分 - 福田転球：岡っ引き
- お道 - 松岡茉優：呉服屋の娘。女医になりたくて、千鶴の押しかけ助手になっている。
- およね - 上村依子：千鶴の診療所の賄い婦。
- おたつ - 戸田恵子：牢名主。その後、乳がんで亡くなる。（- 第9回）
- 橘順庵 - 比留間由哲：牢医師。太玄の師匠。
- 川上太玄 - 中村太一：牢医師。謎の自害を図る。（ - 第4回）
- 鶴屋南北 - 江原真二郎：陽太郎の師匠。
- 桂東湖 - 遠藤憲一：千鶴の亡き父。
- 酔楽先生 - 三宅裕司：千鶴の父の親友。

#### ゲスト
第1回『牢医になる』 - 第2回『花ろうそく』
- お栄 - エリカ
- 仙吉（お栄の父） - 野添義弘
- お銀（女囚） - 風間舞子（ - 第4回）
- 三国屋喜兵衛 - 平岳大
- お小夜 - 八木瑛美莉（第1・3・5・6回）：薬売りの少女。女医になりたくて診療所にしょっちゅう顔を出す。
- ほか - 吉澤健、工藤時子、よしのよしこ、柴田さやか、松田章、長谷川葉月、鶴忠博、疋田結衣、富沢風斗、大原やまと、伏見嘉将、山本圭祐、ささいけい子、黒沢佐知子、滝本ゆに、今井あずさ、杉山美穂子、輿石有香、大竹宏枝、滝香織

第3回『父の仇』 - 第4回『患者の身になる』
- 弥次郎 - 石垣佑磨（第2-5回）
- お仲（弥次郎の女房） - 杏さゆり
- 役者（お岩役） - 中村いてう
- 役者（宅悦役） - 中村小三郎
- ほか - 吉澤健、内田里美、水野あや、國本鐘建、疋田結衣

第5回『医者の務め』 - 第6回『月下恋』
- 清次 - 風間トオル
- おまき - 天城純子
- 襲う武士（左馬助） - 野仲イサオ
- 貞治郎（刺される男） - 瑞木健太郎
- 下妻直久 - 大谷亮介（第6-8・11回）
- 多岐主計（江戸家老） - 瀬川菊之丞（第6回）
- 蜂谷の母 - 花原照子（第5回）
- ほか - 関口晴雄、近藤いずみ、森田ガンツ、植田日向、川島鈴遥

第7回『酔楽の恋』- 第8回『陽太郎の涙』
- おなつ・おしず（二役） - 東風万智子
- 龍太（おなつの息子） - 池田貫人
- 柿田粂次郎（おなつの元夫） - 細見大輔
- 庄三（ちづるの患者） - 渋江譲二（第7回）
- ほか - 町田マリー

第9回『おたつの罪』
- お千代 - 今本洋子
- ほか - 松本実

第10回 『もの言わぬ叫び』
- お松（徳蔵の母） - 根岸季衣
- おいと（女囚） -  遠野なぎこ（- 第13回）：亡くなったおたつに代わり、牢名主となる。その後、死罪となる。
- 徳蔵 - 温水洋一
- お吉（徳蔵の女房） - 高尾祥子
- 巳之助 - 三浦祐介
- 女将 - 水木薫
- ほか - 関口晴雄、鶴忠博、内田里美、熱海純、天野なおこ、岡田文栄、小宮誌乃、江本純子、逸見輝羊、久留裕子、浅野文代、ゴトウモエ、柴田花恋、福寿奈央、木村聖哉、遠藤璃菜

第11回 『ちづるの縁談』- 第12回 『女の幸せ』
- お朝 - 徳永えり
- 彦八（お朝の恋人） - 大地泰仁
- 大野伊織（漢方医） - 忍成修吾：ちづるの見合い相手。
- おきた（お朝の母）- あめくみちこ
- 加賀屋忠兵衛（お朝の義理の息子）- 野間口徹
- おすが（忠兵衛の女房）- 桑原裕子
- 大野勝江（伊織の母） - 三谷悦代（第12回）

第13回 『恩人の死』- 第14（最終）回 『父の夢』
- 井端新作（シーボルトの警固役） - 岸田敏志
- お妙（新作の妻、新一郎の母） - 平栗あつみ（第13回）
- 井端新一郎（新作、お妙の息子） - 三浦孝太
- 加代（お妙の世話をする町娘） - 山本ひかる
- シーボルト - エリック・ボシック
- 川島良謙（シーボルトの助手） - 黄川田将也
- 若侍（新一郎の仲間） - 波岡一喜
- おそで（患者） - 濱田マリ（最終回）
- 女囚 - 吉田羊（最終回）

### スタッフ
- 原作：藤原緋沙子『藍染袴お匙帖』
- 脚本：前川洋一、國澤真理子
- 音楽：加羽沢美濃
- 主題歌：馬場俊英「私を必要としてくれる人がいます」
- 殺陣指導：久世浩
- 所作指導：藤間蘭黄
- 江戸ことば指導：春風亭一朝
- 陶芸指導：寺本守
- 笛作曲・指導：藤舎推峰
- 演出：吉村芳之、田中英治
- 制作統括：菅野高至、加賀田透
- 制作：NHKエンタープライズ
- 制作・著作：NHK

### 放送日程
| 各回                                                      | 放送日         | サブタイトル         | 脚本       | 演出     | 視聴率 |
| --------------------------------------------------------- | -------------- | -------------------- | ---------- | -------- | ------ |
| 第1回                                                     | 2010年09月04日 | 牢医になる           | 前川洋一   | 吉村芳之 | 10.6%  |
| 第2回                                                     | 2010年09月11日 | 花ろうそく           | 前川洋一   | 吉村芳之 | 8.3%   |
| 第3回                                                     | 2010年09月18日 | 父の仇（かたき）     | 前川洋一   | 吉村芳之 | 7.7%   |
| 第4回                                                     | 2010年09月25日 | 患者の身になる       | 前川洋一   | 吉村芳之 | 8.3%   |
| 第5回                                                     | 2010年10月02日 | 医者の務め           | 國澤真理子 | 吉村芳之 | 7.0%   |
| 第6回                                                     | 2010年10月09日 | 月下恋（げっかれん） | 國澤真理子 | 吉村芳之 | 8.6%   |
| 第7回                                                     | 2010年10月16日 | 酔楽の恋             | 前川洋一   | 吉村芳之 | 9.0%   |
| 第8回                                                     | 2010年10月30日 | 陽太郎の涙           | 前川洋一   | 吉村芳之 | 9.4%   |
| 第9回                                                     | 2010年11月06日 | おたつの罪           | 前川洋一   | 吉村芳之 | 7.4%   |
| 第10回                                                    | 2010年11月13日 | もの言わぬ叫び       | 前川洋一   | 田中英治 | 7.9%   |
| 第11回                                                    | 2010年11月27日 | ちづるの縁談         | 前川洋一   | 田中英治 | 9.0%   |
| 第12回                                                    | 2010年12月11日 | 女の幸せ             | 前川洋一   | 田中英治 | 7.5%   |
| 第13回                                                    | 2010年12月18日 | 恩人の死             | 前川洋一   | 吉村芳之 | 9.7%   |
| 最終回                                                    | 2010年12月25日 | 父の夢               | 前川洋一   | 吉村芳之 | 6.7%   |
| 平均視聴率 8.4%（視聴率は関東地区・ビデオリサーチ社調べ） |                |                      |            |          |        |

- 10月23日は『NHK杯フィギュア』中継のため休止。
- 11月20日、12月4日はNHKスペシャルドラマ『坂の上の雲・第1部』再放送のため休止。